# X-Rx
X-Rx (typographié [x]-Rx, [X]-RX ou [X] - Rx) est un groupe allemand de techno et hardstyle, originaire de Cologne. Il est formé en 2006 par Pascal Beniesch.

## Histoire
[x]-Rx est formé en 2006 par Pascal Beniesch à Cologne. Avec le hit club Disco Distortion, qui est publié en 2006 sur la série d'échantillonneurs Extreme Sündenfall, [x]-Rx attire l'attention du label Pronoize. Le morceau Die Sexualkiste der Hölle, qui sample les discours publics d'un prédicateur des rues piétonnes de Brunswick, devient un hit underground fin 2007, et est publié sur l'album Unmöglich erregend. Cette année-là également, [x]-Rx fait sa première apparition internationale au Summer Darkness Festival aux Pays-Bas. Le groupe participe aussi à l'Amphi Festival en 2011, 2015, 2016, et 2018.
Suivent début 2009 le deuxième album Stage 2, le 9 juillet 2010 l'album Update 3.0, au printemps 2012 l'album Activate the Machinez et le 28 novembre 2014 l'album Crank it Up. En 2017, ils sortent l'album Gasoline and Fire,,.

## Accueil
L'accueil des albums du groupe est mitigé, les médias de la scène attestent certes d'une bonne dance tout au long des œuvres, mais critiquent la grande redondance musicale et le manque d'innovation.

« Je suis donc presque sûr que divers DJ vont bientôt nous chauffer avec Stage 2, mais l'album est sans doute un peu trop monotone pour une écoute privée »

— Darkmoments.de

« Toujours le même rythme, des modèles de chansons éternellement constants - c'est de la rave industrielle de Cologne et cela s'appelle [X]-RX. Pour tous ceux qui écoutent (ou peuvent écouter) n'importe quoi et qui ne peuvent donc plus faire la différence. Le premier album de [X]-RX est sorti en 2007 et s'appelait Unmöglich erregend. Il est effrayant de constater que c'est à nouveau le cas pour ce qui est devenu entre-temps leur troisième LP »

— Bodystyler-Online.de

« La musique de composition de qualité et profonde n'a tout simplement pas sa place ici. Cette musique est faite pour les clubs - et rien de plus »

— Uselinks.de

## Discographie
- 2007 : Unmöglich Erregend
- 2009 : Stage 2
- 2010 : Update 3.0
- 2012 : Activate the Machinez
- 2014 : Crank it Up
- 2017 : Gasoline and Fire